# Sollevamento pesi ai Giochi della XXX Olimpiade - +105 kg maschile
Le gare di sollevamento pesi della categoria oltre 105 kg dei giochi olimpici di Londra 2012 si sono svolte il 7 agosto 2012 presso l'ExCeL Exhibition Centre.

## Programma
Tutti gli orari sono British Summer Time (UTC+1)
| Data                   | Ora   | Gruppo   |
| ---------------------- | ----- | -------- |
| Martedì, 7 agosto 2012 | 15:30 | Gruppo A |
| Martedì, 7 agosto 2012 | 19:00 | Gruppo B |

## Record
Prima della competizione, i record olimpici e mondiali erano i seguenti:
| Record mondiale | Strappo | Behdad Salimi Iran     | 214 kg | 13 novembre 2011 Parigi, Francia    |
| Record mondiale | Slancio | Hossein Rezazadeh Iran | 263 kg | 25 agosto 2004 Atene, Grecia        |
| Record mondiale | Totale  | Hossein Rezazadeh Iran | 472 kg | 26 settembre 2000 Sydney, Australia |
| Record olimpico | Strappo | Hossein Rezazadeh Iran | 212 kg | 26 settembre 2000 Sydney, Australia |
| Record olimpico | Slancio | Hossein Rezazadeh Iran | 263 kg | 25 agosto 2004 Atene, Grecia        |
| Record olimpico | Totale  | Hossein Rezazadeh Iran | 472 kg | 26 settembre 2000 Sydney, Australia |

Durante l'evento tali record non sono stati migliorati.

## Risultati
| Pos. | Atleta                     | Gruppo | Peso   | Strappo (kg) | Strappo (kg) | Strappo (kg) | Strappo (kg) | Slancio (kg) | Slancio (kg) | Slancio (kg) | Slancio (kg) | Totale |
| Pos. | Atleta                     | Gruppo | Peso   | 1            | 2            | 3            | Risultato    | 1            | 2            | 3            | Risultato    | Totale |
| ---- | -------------------------- | ------ | ------ | ------------ | ------------ | ------------ | ------------ | ------------ | ------------ | ------------ | ------------ | ------ |
|      | Behdad Salimi (IRI)        | A      | 168,19 | 201          | 205          | 208          | 208          | 247          | 264          | —            | 247          | 455    |
|      | Sajjad Anoushiravani (IRI) | A      | 152,46 | 198          | 204          | 204          | 204          | 237          | 245          | 251          | 245          | 449    |
|      | Ruslan Albegov (RUS)       | A      | 147,15 | 198          | 204          | 208          | 208          | 240          | 245          | 247          | 240          | 448    |
| 4    | Jeon Sang-Guen (KOR)       | A      | 157,53 | 190          | 200          | 200          | 190          | 246          | 246          | 259          | 246          | 436    |
| 5    | Irakli Turmanidze (GEO)    | A      | 126,23 | 192          | 198          | 201          | 201          | 225          | 232          | 232          | 232          | 433    |
| 6    | Ihor Šymečko (UKR)         | A      | 137,38 | 197          | 197          | 200          | 197          | 225          | 232          | 237          | 232          | 429    |
| 7    | Jiří Orság (CZE)           | A      | 128,15 | 182          | 187          | 190          | 187          | 231          | 239          | 242          | 239          | 426    |
| 8    | Almir Velagić (GER)        | A      | 141,41 | 186          | 190          | 192          | 192          | 229          | 234          | 238          | 234          | 426    |
| 9    | Jaŭhen Žarnasek (BLR)      | B      | 147,37 | 188          | 193          | 196          | 196          | 219          | 225          | 230          | 230          | 426    |
| 10   | Chen Shih-chieh (TPE)      | B      | 141,14 | 177          | 182          | 185          | 182          | 230          | 236          | 240          | 236          | 418    |
| 11   | Péter Nagy (HUN)           | B      | 155,55 | 184          | 191          | 196          | 191          | 216          | 225          | 230          | 225          | 416    |
| 12   | Fernando Reis (BRA)        | B      | 140,49 | 178          | 180          | 186          | 180          | 220          | 225          | —            | 220          | 400    |
| 13   | Kazuomi Ota (JPN)          | B      | 146,51 | 180          | 184          | 185          | 185          | 215          | 215          | 222          | 215          | 400    |
| 14   | Itte Detenamo (NRU)        | B      | 151,32 | 165          | 170          | 175          | 175          | 205          | 215          | 215          | 215          | 390    |
| 15   | Christian López (GUA)      | B      | 139,15 | 172          | 177          | 177          | 172          | 209          | 209          | 215          | 215          | 387    |
| 16   | Damon Kelly (AUS)          | B      | 150,83 | 155          | 160          | 165          | 165          | 192          | 201          | 216          | 216          | 381    |
| 17   | Frederic Fokejou (CMR)     | B      | 132,74 | 150          | 155          | 160          | 160          | 190          | 200          | 202          | 202          | 362    |
| 18   | Carl Henriquez (ARU)       | B      | 150,38 | 115          | 122          | 127          | 122          | 160          | 160          | 171          | 160          | 282    |
| —    | Matthias Steiner (GER)     | A      | 149,98 | 192          | 196          | 197          | 192          | —            | —            | —            | —            | —      |